# Feliciano Espinoza
Feliciano "Félix" Espinoza (Texas, 20 de octubre de 1927 - Indianápolis, 9 de enero de 2007) fue un líder de derechos civiles y comerciante mexicano-estadounidense. Junto a Fred Bowman, Tony Domínguez y Tulio Guldner, creó la Asociación Hispanoamericana en 1969 para atender las necesidades de la creciente población hispana de Indianápolis. Espinoza también fundó y operó, junto a su esposa María, El Nopal Market, la primera tienda de alimentos mexicanos de la ciudad de Indianápolis a mediados de la década de 1960.

## Biografía
Feliciano nació en Texas el 20 de octubre de 1927. Poco se sabe de su vida en Texas antes de su llegada a Indianápolis, en donde vivió los primeros 20 años de su vida.
En 1950, se casó con María Balli, se mudaron a Indianápolis y comenzó a trabajar en la industria ferroviaria. Tuvieron 8 hijos y vivieron en un vecindario llamado El Barrio, el cual se caracterizaba por tener una fuerte presencia mexicana en el lado este del centro de la ciudad. 
En 1960, abrieron la tienda El Nopal Market, enfocada en productos y alimentos mexicanos, en la parte frontal de su casa. María administraba la tienda y Feliciano horneaba artículos y hacía piñatas para vender en la tienda. Nueve años después, se vieron obligados a abandonar su hogar para que la ciudad de Indianápolis construyera la interestatal 65.La destrucción de este vecindario representó una pérdida material bastante considerable para la comunidad inmigrante de la época.

### Actividad política
Entre sus actividades, Espinoza conducía un programa de radio llamado La Voz Latina, el cual condujo por 15 años.En el espacio, colocaba música mexicana y compartía oportunidades laborales. Richard Luger, durante su campaña a la alcaldía de Indianápolis, se le acercó para captar votantes hispanos. Espinoza aceptó hacer campaña para Luger y también participó activamente en la campaña presidencial de Richard Nixon en Indianápolis en 1968.
En 1969, Espinoza, Fred Bowman, Tony Domínguez y Tulio Guldner fundaron la Asociación Hispanoamericana de Indianápolis para atender a la creciente población hispana, compuesta en su mayoría por migrantes mexicanos, cubanos y puertorriqueños.En 1971, obtuvieron fondos del gobierno federal y el apoyo de la oficina del alcalde Lugar y de varias iglesias para financiar el Centro Hispanoamericano, enfocado en brindar servicios de guardería, clases de idiomas e información laboral.Más tarde, en 2004, El Centro Hispánico se fusionó con Fiesta Indianápolis para convertirse en La Plaza.